# Кубок вызова ЕКВ среди женщин 2018/2019
11-й розыгрыш Кубка вызова ЕКВ среди женщин (46-й с учётом Кубка обладателей кубков и Кубка топ-команд) проходил с 6 ноября 2018 по 27 марта 2019 года с участием 44 команд из 27 стран-членов Европейской конфедерации волейбола. Победителем турнира стала итальянская «Саугелла» (Монца).
Интересно, что состав финала получился идентичным предыдущему розыгрышу Кубка, но на этот раз обладателем трофея стала команда из Греции, победившая в решающей серии прошлогоднего победителя — турецкую «Бурсу Бююкшехир».

## Система квалификации
Места в Кубке вызова ЕКВ 2018/2019 были распределены по рейтингу ЕКВ на сезон 2018/2019, учитывающему результаты выступлений клубных команд стран-членов ЕКВ в Кубке ЕКВ и Кубке вызова ЕКВ на протяжении трёх сезонов (2015/2016—2017/2018). Согласно ему все страны-члены ЕКВ получили возможность заявить своих представителей в розыгрыш Кубка вызова, причём страны, занимающие в рейтинге 6-15 места и не имеющие прямого представительства в Лиге чемпионов — по 2 команды. 
Страны с рейтинговыми очками, получившие возможность включить своих представителей в розыгрыш Кубка вызова ЕКВ 2018/2019 (в скобках — представительство согласно рейтингу): Турция, Россия, Германия, Швейцария, Румыния (все — по одной команде), Бельгия, Венгрия, Чехия, Греция, Финляндия, Сербия, Белоруссия, Украина (все — по 2 команды), Франция, Италия, Словения, Израиль, Польша, Азербайджан, Босния и Герцеговина, Нидерланды, Болгария, Хорватия, Австрия, Испания, Эстония, Косово, Кипр, Словакия, Португалия, Норвегия, Черногория, Люксембург, Дания, Лихтенштейн (все — по одной команде). Из стран, не имеющих рейтинговых очков, заявленных команд не было. Отказались от участия в Кубке команды Сербии, Белоруссии, Польши, Нидерландов, Норвегии, Черногории. Только одну команду вместо двух заявила Украина. Дополнительные места в розыгрыше получили: Турция (1), Швейцария (1), Бельгия (1), Венгрия (1), Греция (1), Финляндия (1), Словения (2), Австрия (1), Испания (1), Словакия (1), Португалия (1).

## Команды-участницы
| Страна               | Команда                                       |
| -------------------- | --------------------------------------------- |
| Турция               | «Бешикташ» (Стамбул)                          |
| Турция               | «Айдын Бююкшехир» (Айдын)                     |
| Россия               | «Протон» (Саратов)                            |
| Германия             | «Ледис ин Блэк» (Ахен)                        |
| Швейцария            | «Канти» (Шаффхаузен)                          |
| Швейцария            | «Витеос-НУК» (Невшатель)                      |
| Румыния              | «Агроланд» (Тимишоара)                        |
| Бельгия              | «Гент Дам» (Гент)                             |
| Бельгия              | «Хермес» (Остенде)                            |
| Бельгия              | «Антверп» (Антверпен)                         |
| Франция              | «Волеро Ле-Канне» (Ле-Канне)                  |
| Венгрия              | «Уйпешт ТЕ» (Будапешт)                        |
| Венгрия              | «Ясберень» (Ясберень)                         |
| Венгрия              | «Вашаш-Обуда» (Будапешт)                      |
| Чехия                | «Кралово Поле» (Брно)                         |
| Чехия                | «Дукла» (Либерец)                             |
| Греция               | «Олимпиакос» (Пирей)                          |
| Греция               | «Арис» (Салоники)                             |
| Греция               | «Тирас» (Тира)                                |
| Италия               | «Саугелла» (Монца)                            |
| Финляндия            | «Кангасала» (Кангасала)                       |
| Финляндия            | «Лиига Плоки» (Пихтипудас)                    |
| Финляндия            | «Пёлкки» (Куусамо)                            |
| Украина              | «Орбита» (Запорожье)                          |
| Словения             | «Кальцит» (Камник)                            |
| Словения             | «Формула-Формис» (Сподне-Хоче)                |
| Словения             | «ГЕН-И Воллей» (Нова-Горица)                  |
| Израиль              | «Хапоэль» (Кфар-Сава)                         |
| Азербайджан          | «Азеррейл» (Баку)                             |
| Босния и Герцеговина | «Гацко» (Гацко)                               |
| Болгария             | «Бероё» (Стара-Загора)                        |
| Хорватия             | «Младост» (Загреб)                            |
| Австрия              | «Принц-Брунненбау» (Перг)                     |
| Австрия              | «Зальцбург» (Зальцбург)                       |
| Испания              | «Сьюдад де Логроньо» (Логроньо)               |
| Испания              | «Димуроль Либбис» (Ла-Лагуна)                 |
| Испания              | «ИБСА-Пальмас Гран-Канария» (Лас-Пальмас)     |
| Косово               | «Кастриоти» (Феризай)                         |
| Кипр                 | АЭЛ (Лимасол)                                 |
| Словакия             | «Страбаг» (Братислава)                        |
| Словакия             | «Славия» (Братислава)                         |
| Португалия           | «Кайруш» (Понта-Делгада)                      |
| Португалия           | «Атлетику-Фамаликан» (Вила-Нова-ди-Фамаликан) |
| Люксембург           | «Дикирх» (Дикирх)                             |
| Дания                | «Хольте» (Хольте)                             |

## Система проведения розыгрыша
Во всех стадиях турнира применяется система плей-офф, то есть команды делятся на пары и проводят между собой по два матча с разъездами. Победителем пары выходит команда, одержавшая две победы. В случае равенства побед победителем становится команда, набравшая в рамках двухматчевой серии большее количество очков (за победу 3:0 и 3:1 даётся 3 очка, за победу 3:2 — 2 очка, за поражение 2:3 — 1, за поражение 1:3 и 0:3 очки не начисляются). Если обе команды при этом набрали одинаковое количество очков, то назначается дополнительный («золотой») сет, победивший в котором выходит в следующий раунд соревнований.

## Квалификационный раунд
6-8/ 13-15.11.2018
 «Атлетику-Фамаликан» (Вила-Нова-ди-Фамаликан) —  «Думируль Либбис Ла-Лагуна» (Ла-Лагуна) 
8 ноября. 3:0 (25:21, 25:21, 25:15).
14 ноября. 3:0 (25:17, 25:20, 25:13).
 «Кайруш» (Понта-Делгада) —  «Хермес» (Остенде)
7 ноября. 0:3 (22:25, 18:25, 15:25).
14 ноября. 0:3 (23:25, 18:25, 21:25).
 «ИБСА-Пальмас Гран-Канария» (Лас-Пальмас) —  «Витеос-НУК» (Невшатель)
7 ноября. 0:3 (24:26, 23:25, 19:25).
14 ноября. 0:3 (24:26, 19:25, 23:25).
 «Олимпиакос» (Пирей) —  «Дикирх» 
7 ноября. 3:0 (25:4, 25:2, 25:12).
15 ноября. 3:0 (25:12, 25:14, 25:17).
 «Кастриоти» (Феризай) —  «Бешикташ» (Стамбул)
13 ноября. 0:3 (7:25, 10:25, 18:25).
15 ноября. 0:3 (11:25, 9:25, 14:25).
 «Тирас» —  АЭЛ (Лимасол) 
7 ноября. 3:0 (26:24, 25:20, 25:16).
14 ноября. 3:0 (25:12, 25:20, 25:15).
 «Страбаг» (Братислава) —  «ГЕН-И Воллей» (Нова-Горица)
8 ноября. 0:3 (25:27, 20:25, 17:25).
14 ноября. 0:3 (19:25, 13:25, 12:25).
 «Славия» (Братислава) —  «Ясберень» 
7 ноября. 3:2 (27:29, 25:18, 25:21, 25:27, 15:6).
14 ноября. 3:2 (21:25, 25:14, 22:25, 25:20, 15:8).
 «Формула-Формис» (Сподне-Хоче) —  «Вашаш-Обуда» (Будапешт)
7 ноября. 3:1 (25:16, 19:25, 25:17, 25:17).
14 ноября. 1:3 (18:25, 25:18, 13:25, 17:25). «Золотой» сет — 7:15.
 «Зальцбург» —  «Дукла» (Либерец)
7 ноября. 3:2 (17:25, 25:22, 23:25, 25:23, 15:10).
13 ноября. 0:3 (23:25, 16:25, 21:25).
 «Хольте» —  «Лиига Плоки» (Пихтипудас)
6 ноября. 1:3 (25:27, 25:21, 21:25, 18:25).
15 ноября. 0:3 (13:25, 16:25, 22:25).
 «Антверп» (Антверпен) —  «Пёлкки Куусамо» (Куусамо)
7 ноября. 3:2 (25:21, 25:19, 17:25, 24:26, 15:11).
14 ноября. 1:3 (12:25, 25:10, 21:25, 21:25).
В 1/16-финала к 12 победителям квалификационных серий матчей присоединились ещё 20 команд. 

## 1/16 финала
27-29.11/ 4-6.12.2018
 «Бешикташ» (Стамбул) —  «Айдын Бююкшехир» (Айдын)
28 ноября. 3:1 (25:12, 25:19, 19:25, 25:13).
5 декабря. 0:3 (20:25, 20:25, 20:25). «Золотой» сет — 12:15.
 «Хермес» (Остенде) —  «Азеррейл» (Баку) 
28 ноября. 3:0 (25:20, 25:22, 25:14).
29 ноября. 3:0 (25:11, 25:16, 25:18).
 «Тирас» —  «Кралово Поле» (Брно) 
29 ноября. 3:0 (25:21, 25:16, 25:18).
5 декабря. 3:0 (25:18, 25:19, 25:19).
 «Пёлкки Куусамо» (Куусамо) —  «Уйпешт ТЕ» (Будапешт) 
28 ноября. 3:1 (22:25, 26:24, 25:17, 25:21).
5 декабря. 1:3 (23:25, 20:25, 25:14, 18:25). «Золотой» сет — 15:13.
 «ГЕН-И Воллей» (Нова-Горица) —  «Кангасала» 
28 ноября. 3:0 (25:18, 25:22, 25:13).
5 декабря. 3:0 (25:17, 25:19, 25:16).
 «Вашаш-Обуда» (Будапешт) —  «Агроланд» (Тимишоара) 
28 ноября. 3:1 (25:14, 25:15, 22:25, 25:18).
6 декабря. 3:0 (25:17, 25:13, 27:25).
 «Витеос-НУК» (Невшатель) —  «Орбита» (Запорожье) 
29 ноября. 3:0 (25:20, 25:17, 25:19).
6 декабря. 3:2 (24:26, 25:21, 22:25, 25:11, 15:11).
 «Младост» (Загреб) —  «Канти» (Шаффхаузен)
28 ноября. 0:3 (16:25, 20:25, 21:25).
5 декабря. 1:3 (19:25, 25:23, 19:25, 21:25).
 «Принц-Брунненбау» (Перг) —  «Саугелла» (Монца)
28 ноября. 0:3 (19:25, 23:25, 20:25).
4 декабря. 0:3 (17:25, 14:25, 18:25).
 «Лиига Плоки» (Пихтипудас) —  «Гент Дам» (Гент)
28 ноября. 2:3 (19:25, 25:20, 24:26, 25:20, 12:15).
5 декабря. 0:3 (23:25, 20:25, 23:25).
 «Славия» (Братислава) —  «Кальцит» (Камник)
28 ноября. 0:3 (19:25, 23:25, 20:25).
5 декабря. 3:2 (15:25, 25:18, 18:25, 25:22, 15:10).
 «Атлетику-Фамаликан» (Вила-Нова-ди-Фамаликан) —  «Ледис ин Блэк» (Ахен)
29 ноября. 0:3 (17:25, 16:25, 16:25).
5 декабря. 2:3 (16:25, 25:23, 20:25, 25:18, 16:18).
 «Бероё» (Стара-Загора) —  «Арис» (Салоники) 
29 ноября. 3:0 (26:24, 25:23, 25:19).
5 декабря. 2:3 (25:22, 25:16, 16:25, 20:25, 13:15).
 «Волеро Ле-Канне» (Ле-Канне) —  «Олимпиакос» (Пирей) 
20 ноября. 3:0 (27:25, 25:17, 25:14).
5 декабря. 1:3 (20:25, 25:16, 23:25, 21:25). «Золотой» сет — 15:10.
 «Гацко» —  «Хапоэль» (Кфар-Сава)
28 ноября. 0:3 (19:25, 18:25, 23:25).
5 декабря. 0:3 (18:25, 13:25, 22:25).
 «Дукла» (Либерец) —  «Протон» (Саратов) 
27 ноября. 3:1 (25:19, 25:16, 17:25, 30:28).
5 декабря. 2:3 (25:18, 25:20, 18:25, 19:25, 10:15).

## 1/8 финала
18-20.12.2018/ 22-23.01.2019
 «Айдын Бююкшехир» (Айдын) —  «Хермес» (Остенде)
19 декабря. 3:0 (25:18, 25:15, 27:25).
23 января. 3:2 (22:25, 25:19, 25:18, 21:25, 15:12).
 «Пёлкки Куусамо» (Куусамо) —  «Тирас»
19 декабря. 1:3 (23:25, 25:14, 21:25, 22:25).
22 января. 1:3 (25:20, 17:25, 20:25, 15:25).
 «Вашаш-Обуда» (Будапешт) —  «ГЕН-И Воллей» (Нова-Горица)
19 декабря. 3:2 (19:25, 25:21, 25:21, 19:25, 16:14).
23 января. 1:3 (14:25, 20:25, 25:20, 15:25).
 «Витеос-НУК» (Невшатель) —  «Канти» (Шаффхаузен)
20 декабря. 3:2 (22:25, 18:25, 25:23, 25:23, 15:13).
23 января. 1:3 (17:25, 25:20, 20:25, 22:25).
 «Гент Дам» (Гент) —  «Саугелла» (Монца)
19 декабря. 0:3 (15:25, 20:25, 23:25).
22 января. 2:3 (19:25, 13:25, 26:24, 25:19, 7:15).
 «Кальцит» (Камник) —  «Ледис ин Блэк» (Ахен)
18 декабря. 3:1 (25:19, 25:16, 19:25, 25:14).
22 января. 2:3 (22:25, 25:27, 25:20, 26:24, 6:15).
 «Бероё» (Стара-Загора) —  «Волеро Ле-Канне» (Ле-Канне)
20 декабря. 0:3 (10:25, 11:25, 16:25).
22 января. 1:3 (15:25, 13:25, 25:23, 13:25).
 «Дукла» (Либерец) —  «Хапоэль» (Кфар-Сава)
18 декабря. 3:0 (32:30, 25:15, 25:13).
22 января. 1:3 (25:18, 13:25, 22:25, 24:26). «Золотой» сет — 12:15.

## Четвертьфинал
5-7.02/ 13-14.02.2019
 «Тирас» —  «Айдын Бююкшехир» (Айдын)
6 февраля. 2:3 (16:25, 25:17, 15:25, 25:23, 10:15).
13 февраля. 0:3 (16:25, 15:25, 19:25).
 «Канти» (Шаффхаузен) —  «ГЕН-И Воллей» (Нова-Горица)
7 февраля. 1:3 (22:25, 20:25, 25:12, 19:25).
13 февраля. 0:3 (18:25, 14:25, 20:25).
 «Саугелла» (Монца) —  «Кальцит» (Камник)
5 февраля. 3:0 (25:19, 25:18, 25:7).
13 февраля. 3:1 (25:14, 23:25, 25:23, 25:22).
 «Волеро Ле-Канне» (Ле-Канне) —  «Хапоэль» (Кфар-Сава)
6 февраля. 3:0 (27:25, 25:13, 28:26).
14 февраля. 3:0 (25:17, 25:7, 25:19).

## Полуфинал
27.02/ 6.03.2019
 «ГЕН-И Воллей» (Нова-Горица) —  «Айдын Бююкшехир» (Айдын)
27 февраля. 2:3 (25:19, 25:27, 23:25, 25:16, 8:15).
6 марта. 1:3 (14:25, 25:20, 22:25, 19:25).
 «Волеро Ле-Канне» (Ле-Канне) —  «Саугелла» (Монца)
27 февраля. 2:3 (20:25, 25:22, 19:25, 25:23, 13:15).
6 марта. 3:2 (16:25, 25:15, 25:21, 18:25, 15:13). «Золотой» сет — 9:15.

## Финал

### 1-й матч
| 20 марта 2019 | \| «Айдын Бююкшехир» (Айдын) \| 0:3 cev.eu \| «Саугелла» (Монца) \| \| Дуйгу Дюзчелер (2) Десислава Николова (4) Джинейри Мартинес (7) Гайла Гонсалес (13) Брайелин Мартинес (7) Гёзде Дал (4) Эрче Касапоглу (либеро) Седеф Сазлидере (либеро) Седа Турккан (3) Дарья Озбек Фулден Урал \| Голы \| Ханна Ортман (10) Рэчел Адамс (13) Майка Хэнкок (4) Эдина Бегич (9) Лаура Меландри (4) Серена Ортолани (6) Кьяра Арканджели (либеро) Фабиола Факкинетти (1) Марика Бьянкини (1) \| | Айдын Mimar Sinan Sports Hall 1750 зрителей |
| Счёт по партиям — 15:25, 23:25, 17:25. Время матча — 1 час 12 минут. Судьи: Петар Харизанов, Ларс Рюдланн. | | |
| «Айдын Бююкшехир» (Айдын) | 0:3 cev.eu | «Саугелла» (Монца) |
| Дуйгу Дюзчелер (2) Десислава Николова (4) Джинейри Мартинес (7) Гайла Гонсалес (13) Брайелин Мартинес (7) Гёзде Дал (4) Эрче Касапоглу (либеро) Седеф Сазлидере (либеро) Седа Турккан (3) Дарья Озбек Фулден Урал | Голы | Ханна Ортман (10) Рэчел Адамс (13) Майка Хэнкок (4) Эдина Бегич (9) Лаура Меландри (4) Серена Ортолани (6) Кьяра Арканджели (либеро) Фабиола Факкинетти (1) Марика Бьянкини (1) |

### 2-й матч
| 27 марта 2019 | \| «Саугелла» (Монца) \| 3:1 cev.eu \| «Айдын Бююкшехир» (Айдын) \| \| Ханна Ортман Рэчел Адамс (9) Майка Хэнкок (5) Эдина Бегич (15) Лаура Меландри (8) Серена Ортолани (12) Кьяра Арканджели (либеро) Илария Бонвичини (либеро) Анне Бёйс (13) Фабиола Факкинетти Марика Бьянкини (3) Франческа Деветаг (2) Мартина Бальбони \| Голы \| Гёзде Дал (1) Дуйгу Дюзчелер (2) Десислава Николова (8) Джинейри Мартинес (6) Гайла Гонсалес (19) Брайелин Мартинес (18) Эрче Касапоглу (либеро) Седеф Сазлидере (либеро) Седа Турккан (1) Дарья Озбек (1) Эджем Алыджи (1) Джейда Дурукан (1) Айбюке Оздемир (3) Эзги Акьялдиз 1) \| | Монца Candy Arena 3469 зрителей |
| Счёт по партиям — 25:20, 17:25, 25:22, 25:15. Время матча — 1 час 37 минут. Судьи: Павел Андерсон, Павел Вашко. | | |
| «Саугелла» (Монца) | 3:1 cev.eu | «Айдын Бююкшехир» (Айдын) |
| Ханна Ортман Рэчел Адамс (9) Майка Хэнкок (5) Эдина Бегич (15) Лаура Меландри (8) Серена Ортолани (12) Кьяра Арканджели (либеро) Илария Бонвичини (либеро) Анне Бёйс (13) Фабиола Факкинетти Марика Бьянкини (3) Франческа Деветаг (2) Мартина Бальбони | Голы | Гёзде Дал (1) Дуйгу Дюзчелер (2) Десислава Николова (8) Джинейри Мартинес (6) Гайла Гонсалес (19) Брайелин Мартинес (18) Эрче Касапоглу (либеро) Седеф Сазлидере (либеро) Седа Турккан (1) Дарья Озбек (1) Эджем Алыджи (1) Джейда Дурукан (1) Айбюке Оздемир (3) Эзги Акьялдиз 1) |

### MVP
Лучшим игроком финальной серии признана нападающая-доигровщица  «Саугеллы» Анне Бёйс.

## Призёры
«Саугелла» (Монца): Серена Ортолани, Кьяра Арканджели, Мартина Бальбони, Франческа Деветаг, Рэчел Адамс, Майка Хэнкок, Эдина Бегич, Анне Бёйс, Ханна Ортман, Фабиола Факкинетти, Марика Бьянкини, Илария Бонвичини, Лаура Меландри. Главный тренер — Мигель Фаласка Фернандес.
  «Айдын Бююкшехир» (Айдын): Джинейри Мартинес, Эрче Касапоглу, Гайла Гонсалес Лопес, Эджем Алыджи, Джейда Дурукан, Десислава Николова, Айбюке Оздемир, Эзги Акьялдиз, Седа Турккан, Гёзде Дал, Дарья Озбек, Седеф Сазлидере, Фулден Урал, Дуйгу Дюзчелер, Брайелин Мартинес. Главный тренер — Мустафа Уйсал.